# Noertrange
Noertrange är en ort i Luxemburg.   Den ligger i distriktet Diekirch, i den nordvästra delen av landet, 40 km norr om huvudstaden Luxemburg. Noertrange ligger 461 meter över havet och antalet invånare är 274.
Terrängen runt Noertrange är platt åt nordväst, men åt sydost är den kuperad.  Närmaste större samhälle är Wiltz, 1,9 km sydost om Noertrange.
I omgivningarna runt Noertrange växer i huvudsak blandskog. Runt Noertrange är det ganska tätbefolkat, med 120 invånare per kvadratkilometer.